# Josef Přibík
Josef Přibík, rusky Иосиф (Иозеф) Вячеславович Прибик, křtěný Josef Jan (11. března 1855 Svatá Hora u Příbrami, Rakousko-Uhersko – 20. října 1937 Oděsa, Ukrajina), byl hudební skladatel, dirigent, absolvent Pražské konzervatoře.

## Život
V roce 1872 absolvoval pražskou varhanní školu, pak vyučoval zpěv v Praze, v roce 1875 odešel do Ruska, kde postupně působil jako kapelník opery v Charkově a Oděse, šéf opery ve Lvově a Kyjevě, kapelník opery v Moskvě i jako ředitel carské hudební školy v Tbilisi.
V roce 1894 se vrátil opět do Oděsy jako šéfdirigent a od roku 1919 zde působil rovněž jako učitel na konzervatoři. V Oděse žil a pracoval celých 43 let. Po Říjnové revoluci se plně zapojil do budování sovětského státu. Stal se nositelem titulu Národní umělec Ukrajiny a Hrdina práce. Dne 20. října jej doprovázely na jeho poslední cestě tisíce lidí.
Propagoval díla českých skladatelů v Rusku a velká díla ruských klasiků v českých zemích. Jeho protektorem byl Petr Iljič Čajkovskij, se kterým se v Rusku seznámil a který mu dal potřebná doporučení. V Praze například prosadil první inscenování Pikové dámy v Evropě 11. října 1892. Ve Vídni byla opera uvedena až v roce 1902 Gustavem Mahlerem, v New Yorku v roce 1910 opět Gustavem Mahlerem a v Londýně v roce 1915 Vladimírem Rosingem.

## Dílo

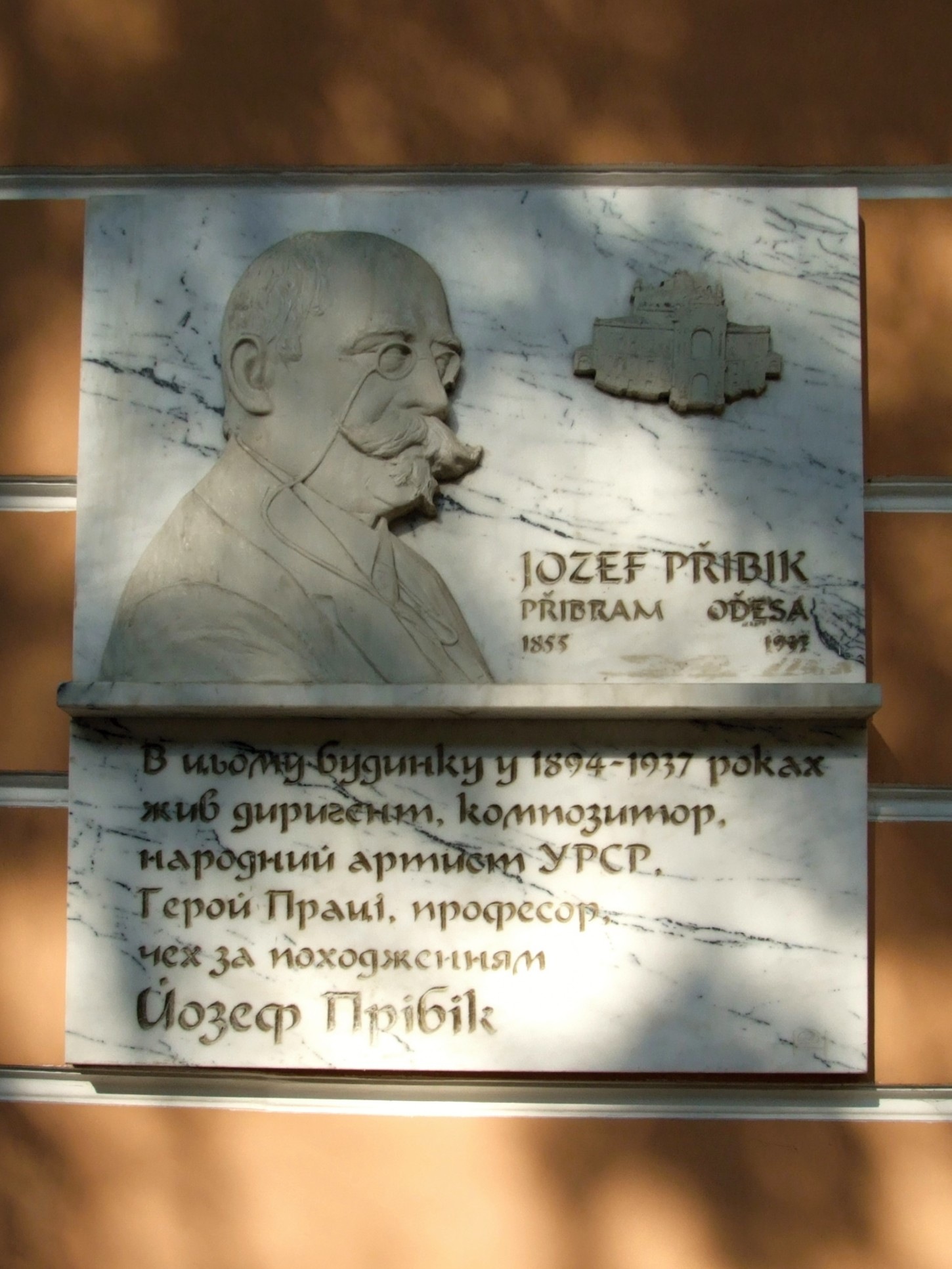
Pamětní deska v Oděse

Byl autorem několika operních jednoaktovek na náměty Antona Pavloviče Čechova, programní symfonie Rudý říjen a symfonické básně Pěvec na hřbitově. Kromě toho zkomponoval dvě orchestrální suity, klavírní sonátu, klavírní trio, kvartet a kvintet a mnoho písní a sborů. Zabýval se i folklórem národů Sovětského svazu.